# Team Spain (roller derby)
El Team Spain Roller Derby o Selección Española de Roller derby representa a España en competiciones internacionales de roller derby tales como la  Roller Derby World Cup o el European Roller Derby Tournament. Nace en 2013 con el objetivo de competir en la Roller Derby World Cup de 2014, que tuvo lugar los días 4, 5, 6 y 7 de diciembre en Dallas, Texas. En 2018 participó en la Roller Derby World Cup que se celebró en Mánchester. 

## Historia
El Team Spain comienza su andadura en junio de 2013 a través de la iniciativa de las propias jugadoras españolas de crear una selección con la que competir internacionalmente ante otros equipos y escribir el nombre de España en la historia del Roller derby. El sueño comienza con la creación de un grupo de trabajo, la selección de un Cuerpo Técnico de entrenadores y seleccionadores conformado inicialmente por Daisy Dioxin y Ref Judge Fred y la celebración de los primeros tryouts (pruebas de selección), que tienen lugar los días 16, 17 y 18 de diciembre en Madrid, Tenerife y Barcelona respectivamente, reuniendo a un total de 52 patinadoras, a las que se le suman algunas otras que, aún viviendo en el extranjero, se presentan a estas pruebas por medio de material audiovisual. Finalmente, tan solo 35 conseguirían ser seleccionadas en el roster inicial.

## Roster (alineación)
El roster inicial está compuesto por 11 jugadoras de Barcelona Roller Derby, 10 de Tenerife Roller Derby, 2 de Black Thunders Derby Dames (Madrid), 2 de London Rollergirls, así como una de Alcoy Roller Derby, una de Dutchland Derby Dolls, una de Garden State Roller Girls, una de Lisboa Roller Derby Troopers, una de Manchester Roller Derby, una de Rayo Dockers Valencia, una de Roller Derby Cáceres – Destroyer Dolls, una de Roller Derby Madrid, una de Toronto Roller Derby y una de Zaragoza Roller Derby.

### Jugadoras
Procedentes de (Barcelona Roller Derby)
- Bad Milk
- Ave Fénix
- Caperucita Terror
- Crispeta
- Dale Caña Terete
- Gata Cegata
- La Mano
- Maggie Love
- Monster-Rat
- Pólvora
- Stacy Malibu
- Violent Femme

Procedentes de (Tenerife Roller Derby)
- Angry Kris
- Bam-Bam
- Cookie Monster
- Dadá
- Jackie The Ripper
- Juan Sin Miedo
- Malicia
- Mercromina
- MiniRoss
- Sherry Bomb

Procedentes de otros equipos
- Angry Beaver (Garden State Roller Girls)
- Bambi Killer (Black Thunders Derby Dames)
- Gimball Lock (Black Thunders Derby Dames)
- Duendenator (Manchester Roller Derby)
- Hija de Odín (Cáceres Destroyer Dolls)
- Killer Queen (Rayo Dockers - Valencia)
- Lady Go-Go (London Rollergirls)
- Lola Vulkano (London Rollergirls)
- Lethal Kath (Roller Derby Madrid)
- Mala Yerba (Alcoy Roller Derby)
- Momotombo (Lisboa Derby Troopers)
- Slamureye (Durham Region Roller Derby - Toronto)
- The Spanish Incollision (Dutchland Derby Rollers)
- 6shei6 (Zaragoza Roller Derby)

### Cuerpo Técnico y Entrenadores
- Daisy Dioxin (London Rollergirls).
- Smärta Dolores (Crime City Rollers)

## Palmarés
- European Roller Derby Tournament 2014: 7ª posición de ocho equipos.
- Blood & Thunder Roller Derby World Cup 2014: 24ª posición de treinta equipos.
- Roller Derby World Cup 2018 Archivado el 21 de junio de 2018 en Wayback Machine.: 9ª posición de treinta ocho equipos.